# Troll a konyhában
A Troll a konyhában a Viasat 3 2022. szeptember 26-án indult főzőshow műsora, amelynek formátuma a Rat in the Kitchen.

## A műsor menete
Az izgalmakkal teli műsorban 5 héten keresztül 6-6 celeb áll a konyhapult mögé, hogy minél többet gyűjtsenek össze a heti akár 1 millió forintos díjból, és bebizonyítsák: nemcsak a főzéshez, de egymás csőbe húzásához is van tehetségük. A versenyzők között ugyanis minden nap megbújik egy troll is, aki észrevétlen dolgozik azon, hogy szabotálja a döntő bíró, Sárközi Ákos elé kerülő ételeket: ha a trollnak sikerül elrontani úgy a fogásokat, hogy nem derül fény a kilétére, a nyereményt megtarthatja magának, ha viszont a többiek rájönnek, ki kavart be, a pénz a csapattagok között oszlik el.

## Története
2025. február 20-án bejelentették, hogy 2 év után visszatér a műsor 2025. március 31-én. Valamint, hogy  Rákóczi Ferenc mellé Sárközi Ákos csatlakozik.

## Évadok
| Évad | Évad | Részek száma | Részek száma | Eredeti sugárzás     | Eredeti sugárzás  | Eredeti adó |
| Évad | Évad | Részek száma | Részek száma | Évadbemutató         | Évadzáró          | Eredeti adó |
| ---- | ---- | ------------ | ------------ | -------------------- | ----------------- | ----------- |
|      | 1.   | 25           | 25           | 2022. szeptember 26. | 2022. október 28. |             |
|      | 2.   | 28           | 28           | 2023. március 6.     | 2023. április 14. |             |
|      | 3.   | 16           | 16           | 2025. március 31.    | 2025. április 24. |             |

## Séfek
| Név            | Évadok | Évadok | Évadok |
| Név            | 1.     | 2.     | 3.     |
| Séfek          | Séfek  | Séfek  | Séfek  |
| -------------- | ------ | ------ | ------ |
| Rákóczi Ferenc |        |        |        |
| Sárközi Ákos   |        |        |        |
| Wossala Rozina |        |        |        |

## Versenyzők
| Évad | Versenyzők                                                                              | Versenyzők                                                                                          | Versenyzők                                                                                      | Versenyzők                                                                                       | Versenyzők                                                                                         | Versenyzők                                                                            |
| Évad | 1. hét                                                                                  | 2. hét                                                                                              | 3. hét                                                                                          | 4. hét                                                                                           | 5. hét                                                                                             | 6. hét                                                                                |
| ---- | --------------------------------------------------------------------------------------- | --------------------------------------------------------------------------------------------------- | ----------------------------------------------------------------------------------------------- | ------------------------------------------------------------------------------------------------ | -------------------------------------------------------------------------------------------------- | ------------------------------------------------------------------------------------- |
| 1.   | - Adányi Alex - Gáspár Virág - Kozma Dominik - Lukács Miki - Nyári Dia - Róka Adrienne  | - Cserpes Laura - Jászberényi Szofi - Józan László - Keleti Andrea - Papp Gergely - Zámbó Krisztián | - Császár Előd - Dietz Gusztáv - Görög Zita - Laky Zsuzsanna - Németh Kristóf - Tornóczky Anita | - Batik-Horváth Cintia - Dombi Rudolf - Király Péter - Opitz Barbi - Pásztor Anna - Szabó Simon  | - Ganxsta Zolee - Harsányi Levente - Horváth Gréta - Nagy Melanie - Szécsi Zoltán - Vasvári Vivien |                                                                                       |
|      |                                                                                         | |                                                                                                 |                                                                                                  | |                                                                                       |
| 2.   | - Gáspár Laci - Kamarás Norbert - Kármán Odette - Mardoll - Molnár Tamás - Voksán Virág | - Csonka András - Dobó Ágnes - Hevér Gábor - Pumped Gabo - Schumacher Vanda - Szabó Zsófi           | - Balázs Mercédesz - Bódi Csabi - Ember Márk - Kovács Áron - Szinetár Dóra - Tápai Szabina      | - Cinthya Dictator - Dér Heni - Gömöri András Máté - Holdampf Linda - Járai Máté - Kucsera Gábor | - Bíró Bea - Curtis - Kabát Péter - Megyeri Csilla - Miller Dávid - Szandi                         | - Berki Mazsi - Gáspár Evelin - Gáspár Győző - Jolly - Kovács Dóra - Varga Miklós Joe |
|      |                                                                                         | |                                                                                                 |                                                                                                  | |                                                                                       |
| 3.   | - Csipes Tamara - Fésűs Nelly - Lola - Mészáros András - Sváby András - Törőcsik Dániel | - Árpa Attila - Balogh Edina - Janicsák Veca - Osváth Zsolt - Simon Kornél - Url Izabell            | - Détár Enikő - Király Viktor - Sipos Péter - Vanya Tímea - Vásáry André - Virág Anita          | - Ábel Anita - Bárdosi Sándor - Dobos Evelin - Lovász László - Móri Ildikó - Szabó Győző         | |                                                                                       |